# Sông Bung
Sông Bung là một phụ lưu của sông Vu Gia. Sông Bung chảy ở các huyện Tây Giang, Nam Giang và Đông Giang, tỉnh Quảng Nam, Việt Nam .
Sông dài 118 km, diện tích lưu vực 2433 km².
Sông Bung khởi nguồn từ biên giới Việt Lào ở huyện Tây Giang. Sông chảy uốn lượn về hướng đông, đổ vào sông Vu Gia ở xã Đại Sơn huyện Đại Lộc tỉnh Quảng Nam .

## Thủy điện
Lưu vực sông Bung là vùng núi cao và dốc của dãy Trường Sơn. Vì thế trên sông Bung và phụ lưu đã xây dựng nhiều thủy điện.
- Thủy điện Sông Bung 2
- Thủy điện Sông Bung 4
- Thủy điện Sông Bung 4A
- Thủy điện Sông Bung 5
- Thủy điện Sông Bung 6
- Thủy điện A Vương trên sông A Vương.